# Излишняя сетевая буферизация
Излишняя сетевая буферизация (англ. Bufferbloat — распухание буфера) — явление, возникающее в сетях с коммутацией пакетов, когда чрезмерная буферизация вызывает увеличение времени прохождения пакетов (latency) и разброса задержки пакетов (jitter), и в результате уменьшение пропускной способности (throughput). Проект www.bufferbloat.net иронично определил этот термин, как «ухудшение производительности Интернета, вызванное предыдущими попытками её улучшения».
Термин Bufferbloat в конце 2010 предложил Джим Геттиc, сотрудник Bell Labs, член комитета W3C и один из редакторов спецификации HTTP/1.1.

## Суть явления
Проблема излишней буферизации возникает, когда на пути от источника до приёмника пакетов присутствует устройство со слишком большим буфером. Как правило, буферы присутствуют практически во всех узлах сети: коммутаторах, маршрутизаторах, стеках операционных систем и т. д. Они предназначены для временного хранения «лишних» пакетов, для того чтобы не происходила их потеря, когда отправитель передаёт данные узлу быстрее, чем может получить получатель. Это происходит, когда полоса пропускания у отправителя выше, чем у получателя. Буферизация задерживает передачу пакета на несколько миллисекунд. Если буфер наполняется, то следующий пакет отбрасывается. Протоколы контроля перегрузки обнаруживают это на стороне отправителя и снижают скорость передачи. Данные продолжают передаваться, используя максимально возможную пропускную способность.
Но если буфер в каком-то узле сети слишком большой, то он долгое время продолжает накапливать пакеты. Из-за этой длинной паузы сбиваются алгоритмы контроля перегрузки и функционируют не так, как нужно. Начинает происходить такое явление, как большая и переменная задержка пакетов, «узкие горловины» сети «задыхаются» от избытка пакетов от одного TCP-потока, а другие пакеты отбрасываются. Происходит затор. Через некоторое время буферы освобождаются, затем скорость передачи наращивается, пока не заполнит буферы опять, до следующего затора.
С точки зрения обычных пользователей, основные симптомы излишней сетевой буферизации — это, когда сеть находится под нагрузкой (передаётся много данных), обычные веб-страницы грузятся очень долго (несколько секунд, а то и минут); любые службы, требующие постоянной пропускной способности (неважно, высокую или низкую), такие как VoIP, сетевые игры, чат, интерактивные приложения типа удалённого доступа становится невозможно использовать. Методы приоритизации (QoS), при которых для определенного вида трафика создается отдельная очередь пакетов, мало помогают решению проблемы.
Проблема излишней буферизации вызвана в основном производителями маршрутизаторов, коммутаторов и разработчиками операционных систем, которые в последние годы стали устанавливать слишком большие буфера (несколько мегабайт) на устройствах, что, в свою очередь, вызвано резким удешевлением памяти.
Проблему можно решить, просто уменьшив размер буферов на сетевом оборудовании. Однако, он не конфигурируется на большинстве маршрутизаторов и свитчей, тем более, если они размещены вне зоны доступа обычных пользователей.